# Noemí Simonetto
Noemí Simonetto de Portela (Buenos Aires, 1926. február 1. – 2011. február 20.) olimpiai ezüstérmes argentin atléta, távolugró.

## Pályafutása
Három különböző számban is részt vett az 1948-as londoni olimpiai játékokon. A 100 méteres síkfutás, valamint a 80 méteres gátfutás mellett távolugrásban is szerepelt. Számottevő eredményt csak az utóbbi számban ért el, ahol a magyar Gyarmati Olga mögött második lett.
Összesen 17 érmet (ebből 11 arany) nyert a dél-amerikai atlétikai bajnokságokon, ezeket különböző számokban érte el 1941 és 1947 között.

## Egyéni legjobbjai
- 100 méter síkfutás - 12,2 s (1947)
- 80 méter gátfutás - 11,5 s (1944)
- Távolugrás - 5,76 (1945)